# Cuba tại Thế vận hội
Cuba tham dự Thế vận hội lần đầu năm 1900. Các vận động viên (VĐV) Cuba đã giành được tổng cộng 225 huy chương tại các kỳ Thế vận hội Mùa hè (77 vàng, 68 bạc, 79 đồng).
Xét về số lượng huy chương, đây là đoàn thành công nhất trong số các ủy ban Olympic chưa từng tham gia Thế vận hội Mùa đông.
Cuba đứng thứ ba tại châu Mỹ về số huy chương vàng Thế vận hội (chỉ sau Hoa Kỳ và Canada), và sở hữu tổng số huy chương nhiều hơn bất kỳ quốc gia Nam Mỹ nào. Quốc đảo này xếp thứ tư về thành tích huy chương trong số các nước chưa từng tổ chức Thế vận hội (sau Hungary, România và Ba Lan).
Ủy ban Olympic quốc gia của Cuba được thành lập năm 1926 và được công nhận năm 1954.

## Bảng huy chương

### Huy chương tại các kỳ Thế vận hội Mùa hè
| Thế vận hội           | Số VĐV        | Vàng          | Bạc           | Đồng          | Tổng số       | Xếp thứ       |
| Athens 1896           | không tham dự | không tham dự | không tham dự | không tham dự | không tham dự | không tham dự |
| Paris 1900            | 1             | 1             | 1             | 0             | 2             | 12            |
| St. Louis 1904        | 4             | 4             | 2             | 3             | 9             | 3             |
| Luân Đôn 1908         | không tham dự |               |               |               |               |               |
| Stockholm 1912        | không tham dự |               |               |               |               |               |
| Antwerpen 1920        | không tham dự |               |               |               |               |               |
| Paris 1924            | 9             | 0             | 0             | 0             | 0             | –             |
| Amsterdam 1928        | 1             | 0             | 0             | 0             | 0             | –             |
| Los Angeles 1932      | không tham dự |               |               |               |               |               |
| Berlin 1936           | không tham dự |               |               |               |               |               |
| Luân Đôn 1948         | 53            | 0             | 1             | 0             | 1             | 28            |
| Helsinki 1952         | 29            | 0             | 0             | 0             | 0             | –             |
| Melbourne 1956        | 16            | 0             | 0             | 0             | 0             | –             |
| Roma 1960             | 12            | 0             | 0             | 0             | 0             | –             |
| Tokyo 1964            | 27            | 0             | 1             | 0             | 1             | 30            |
| Thành phố México 1968 | 115           | 0             | 4             | 0             | 4             | 31            |
| München 1972          | 137           | 3             | 1             | 4             | 8             | 14            |
| Montréal 1976         | 156           | 6             | 4             | 3             | 13            | 8             |
| Moskva 1980           | 207           | 8             | 7             | 5             | 20            | 4             |
| Los Angeles 1984      | không tham dự |               |               |               |               |               |
| Seoul 1988            | không tham dự |               |               |               |               |               |
| Barcelona 1992        | 176           | 14            | 6             | 11            | 31            | 5             |
| Atlanta 1996          | 164           | 9             | 8             | 8             | 25            | 8             |
| Sydney 2000           | 229           | 11            | 11            | 7             | 29            | 9             |
| Athens 2004           | 151           | 9             | 7             | 11            | 27            | 11            |
| Bắc Kinh 2008         | 149           | 3             | 10            | 16            | 29            | 28            |
| Luân Đôn 2012         | 111           | 5             | 3             | 7             | 15            | 16            |
| Rio de Janeiro 2016   | 124           | 5             | 2             | 4             | 11            | 18            |
| Tokyo 2020            | chưa diễn ra  | chưa diễn ra  | chưa diễn ra  | chưa diễn ra  | chưa diễn ra  | chưa diễn ra  |
| Tổng số               | Tổng số       | 78            | 68            | 79            | 225           | 18            |

### Huy chương theo môn
| Môn                 | Vàng | Bạc | Đồng | Tổng số |
| ------------------- | ---- | --- | ---- | ------- |
| Quyền Anh           | 37   | 19  | 17   | 73      |
| Điền kinh           | 11   | 13  | 18   | 42      |
| Đấu vật             | 9    | 6   | 9    | 24      |
| Judo                | 6    | 14  | 16   | 36      |
| Đấu kiếm            | 5    | 5   | 6    | 16      |
| Bóng chày           | 3    | 2   | 0    | 5       |
| Bóng chuyền         | 3    | 0   | 2    | 5       |
| Cử tạ               | 2    | 1   | 5    | 8       |
| Taekwondo           | 1    | 2   | 2    | 5       |
| Bắn súng            | 1    | 0   | 3    | 4       |
| Canoeing            | 0    | 3   | 0    | 3       |
| Bơi lội             | 0    | 1   | 1    | 2       |
| Xe đạp              | 0    | 1   | 0    | 1       |
| Thuyền buồm         | 0    | 1   | 0    | 1       |
| Bóng rổ             | 0    | 0   | 1    | 1       |
| Tổng số (15 đơn vị) | 78   | 68  | 80   | 226     |

## VĐV giành huy chương
| Huy chương | Tên VĐV                                                              | Thế vận hội         | Môn thi đấu        | Nội dung                      |
| ---------- | -------------------------------------------------------------------- | ------------------- | ------------------ | ----------------------------- |
| Vàng       | Anier García                                                         | Sydney 2000         | Điền kinh          | Vượt rào 110m (nam)           |
| Vàng       | Iván Pedroso                                                         | Sydney 2000         | Điền kinh          | Nhảy xa (nam)                 |
| Vàng       | Guillermo Rigondeaux                                                 | Sydney 2000         | Quyền Anh          | Hạng gà (nam)                 |
| Vàng       | Félix Savón                                                          | Sydney 2000         | Quyền Anh          | Hạng nặng (nam)               |
| Vàng       | Mario Kindelán                                                       | Sydney 2000         | Quyền Anh          | Hạng nhẹ (nam)                |
| Vàng       | Jorge Gutiérrez                                                      | Sydney 2000         | Quyền Anh          | Hạng trung (nam)              |
| Vàng       | Legna Verdecia                                                       | Sydney 2000         | Judo               | Hạng cân 52 kg (nữ)           |
| Vàng       | Sibelis Veranes                                                      | Sydney 2000         | Judo               | Hạng cân 70 kg (nữ)           |
| Vàng       | Ángel Matos                                                          | Sydney 2000         | Taekwondo          | Hạng cân 80 kg (nam)          |
| Vàng       | Đội bóng chuyền quốc gia nữ                                          | Sydney 2000         | Bóng chuyền        | Nữ                            |
| Vàng       | Filiberto Azcuy                                                      | Sydney 2000         | Đấu vật (cổ điển)  | Vật cổ điển (nam)             |
| Bạc        | Đội tuyển bóng chày quốc gia Cuba                                    | Sydney 2000         | Bóng chày          | Bóng chày                     |
| Bạc        | Ledis Balceiro                                                       | Sydney 2000         | Canoeing           | C-1 1000m (nam)               |
| Bạc        | Leobaldo Pereira Ibrahim Rojas                                       | Sydney 2000         | Canoeing           | C-2 1000m (nam)               |
| Bạc        | Driulis González                                                     | Sydney 2000         | Judo               | Hạng cân 57 kg (nữ)           |
| Bạc        | Daima Beltrán                                                        | Sydney 2000         | Judo               | Hạng cân +78 kg (nữ)          |
| Bạc        | Urbia Melendez                                                       | Sydney 2000         | Taekwondo          | Hạng cân 49 kg (nữ)           |
| Bạc        | Yoel Romero                                                          | Sydney 2000         | Đấu vật (tự do)    | Hạng cân 85 kg (nam)          |
| Bạc        | Lázaro Rivas                                                         | Sydney 2000         | Đấu vật (cổ điển)  | Hạng cân 54 kg (nam)          |
| Bạc        | Juan Marén                                                           | Sydney 2000         | Đấu vật (cổ điển)  | Hạng cân 63 kg (nam)          |
| Đồng       | José Ángel César Iván García Freddy Mayola Luis Alberto Pérez-Rionda | Sydney 2000         | Điền kinh          | 4 × 100 m (nam)               |
| Đồng       | Osleidys Menéndez                                                    | Sydney 2000         | Điền kinh          | Ném lao (nữ)                  |
| Đồng       | Maikro Romero                                                        | Sydney 2000         | Quyền Anh          | Hạng dưới ruồi (nam)          |
| Đồng       | Diógenes Luña                                                        | Sydney 2000         | Quyền Anh          | Hạng dưới bán trung (nam)     |
| Đồng       | Nelson Loyola Carlos Pedroso Iván Trevejo                            | Sydney 2000         | Đấu kiếm           | Kiếm ba cạnh đồng đội (nam)   |
| Đồng       | Manolo Poulot                                                        | Sydney 2000         | Judo               | Hạng cân 60 kg (nam)          |
| Đồng       | Alexis Rodríguez                                                     | Sydney 2000         | Đấu vật (tự do)    | Hạng cân 130 kg (nam)         |
| Vàng       | Osleidys Menéndez                                                    | Athens 2004         | Điền kinh          | Ném lao (nữ)                  |
| Vàng       | Yumileidi Cumba                                                      | Athens 2004         | Điền kinh          | Đẩy tạ (nữ)                   |
| Vàng       | Guillermo Rigondeaux Ortiz                                           | Athens 2004         | Quyền Anh          | Hạng gà (nam)                 |
| Vàng       | Yuriorkis Gamboa Toledano                                            | Athens 2004         | Quyền Anh          | Hạng ruồi (nam)               |
| Vàng       | Odlanier Solís Fonte                                                 | Athens 2004         | Quyền Anh          | Hạng nặng (nam)               |
| Vàng       | Yan Bhartelemy Varela                                                | Athens 2004         | Quyền Anh          | Hạng dưới ruồi (nam)          |
| Vàng       | Mario Cesar Kindelan Mesa                                            | Athens 2004         | Quyền Anh          | Hạng nhẹ (nam)                |
| Vàng       | Yandro Miguel Quintana                                               | Athens 2004         | Đấu vật (tự do)    | Hạng cân 55–60 kg (nam)       |
| Bạc        | Yipsi Moreno                                                         | Athens 2004         | Điền kinh          | Ném búa (nữ)                  |
| Bạc        | Yudel Johnson Cedeno                                                 | Athens 2004         | Quyền Anh          | Hạng dưới bán trung (nam)     |
| Bạc        | Lorenzo Aragon Armenteros                                            | Athens 2004         | Quyền Anh          | Hạng bán trung (nam)          |
| Bạc        | Ledis Frank Balceiro Pajon Ibrahim Rojas Blanco                      | Athens 2004         | Canoeing           | C-2 500m (nam)                |
| Bạc        | Daima Mayelis Beltran                                                | Athens 2004         | Judo               | Hạng nặng (nữ)                |
| Bạc        | Yanelis Yuliet Labrada Diaz                                          | Athens 2004         | Taekwondo          | Hạng cân -49 kg (nữ)          |
| Bạc        | Roberto Monzon                                                       | Athens 2004         | Đấu vật (cổ điển)  | Hạng cân 55–60 kg (nam)       |
| Đồng       | Đội bóng chuyền quốc gia nữ                                          | Athens 2004         | Bóng chuyền        | Nữ                            |
| Đồng       | Anier García                                                         | Athens 2004         | Điền kinh          | Vượt rào 110m (nam)           |
| Đồng       | Yunaika Crawford                                                     | Athens 2004         | Điền kinh          | Ném búa (nữ)                  |
| Đồng       | Michel Lopez Nunez                                                   | Athens 2004         | Quyền Anh          | Hạng siêu nặng (nam)          |
| Đồng       | Yordanis Arencibia                                                   | Athens 2004         | Judo               | Hạng bán nhẹ (nam)            |
| Đồng       | Yurisel Laborde                                                      | Athens 2004         | Judo               | Hạng bán nặng (nữ)            |
| Đồng       | Amarilys Savon                                                       | Athens 2004         | Judo               | Hạng bán nhẹ (nữ)             |
| Đồng       | Driulys González                                                     | Athens 2004         | Judo               | Hạng bán trung (nữ)           |
| Đồng       | Yurisleidy Lupetey                                                   | Athens 2004         | Judo               | Hạng nhẹ (nữ)                 |
| Đồng       | Juan Miguel Rodríguez                                                | Athens 2004         | Bắn súng           | Skeet nam (125 mục tiêu)      |
| Đồng       | Iván Fundora                                                         | Athens 2004         | Đấu vật (tự do)    | Hạng cân 66–74 kg (nam)       |
| Vàng       | Dayron Robles                                                        | Bắc Kinh 2008       | Điền kinh          | Vượt rào 110m (nam)           |
| Vàng       | Mijail López                                                         | Bắc Kinh 2008       | Đấu vật (cổ điển)  | Hạng cân 120 kg (nam)         |
| Vàng       | Yipsi Moreno                                                         | Bắc Kinh 2008       | Điền kinh          | Ném búa (nữ)                  |
| Bạc        | Misleydis González                                                   | Bắc Kinh 2008       | Điền kinh          | Đẩy tạ (nữ)                   |
| Bạc        | Đội tuyển bóng chày quốc gia Cuba                                    | Bắc Kinh 2008       | Bóng chày          | Bóng chày                     |
| Bạc        | Yankiel León                                                         | Bắc Kinh 2008       | Quyền Anh          | Hạng gà (nam)                 |
| Bạc        | Andry Laffita                                                        | Bắc Kinh 2008       | Quyền Anh          | Hạng ruồi (nam)               |
| Bạc        | Emilio Correa Bayeaux                                                | Bắc Kinh 2008       | Quyền Anh          | Hạng trung (nam)              |
| Bạc        | Carlos Banteux                                                       | Bắc Kinh 2008       | Quyền Anh          | Hạng bán trung (nam)          |
| Bạc        | Yoanka González                                                      | Bắc Kinh 2008       | Xe đạp (lòng chảo) | Chạy vòng tính điểm (nữ)      |
| Bạc        | Yanet Bermoy                                                         | Bắc Kinh 2008       | Judo               | Hạng cân -48 kg (nữ)          |
| Bạc        | Anaysi Hernández                                                     | Bắc Kinh 2008       | Judo               | Hạng cân -70 kg (nữ)          |
| Bạc        | Yalennis Castillo                                                    | Bắc Kinh 2008       | Judo               | Hạng cân -78 kg (nữ)          |
| Đồng       | Ibrahim Camejo                                                       | Bắc Kinh 2008       | Điền kinh          | Nhảy xa (nam)                 |
| Đồng       | Leonel Suárez                                                        | Bắc Kinh 2008       | Điền kinh          | Mười môn phối hợp (nam)       |
| Đồng       | Yampier Hernández                                                    | Bắc Kinh 2008       | Quyền Anh          | Hạng dưới ruồi (nam)          |
| Đồng       | Yordenis Ugás                                                        | Bắc Kinh 2008       | Quyền Anh          | Hạng nhẹ (nam)                |
| Đồng       | Osmai Acosta Duarte                                                  | Bắc Kinh 2008       | Quyền Anh          | Hạng nặng (nam)               |
| Đồng       | Roniel Iglesias                                                      | Bắc Kinh 2008       | Quyền Anh          | Hạng dưới bán trung (nam)     |
| Đồng       | Yordanis Arencibia                                                   | Bắc Kinh 2008       | Judo               | Hạng cân -66 kg (nam)         |
| Đồng       | Óscar Brayson                                                        | Bắc Kinh 2008       | Judo               | Hạng cân +100 kg (nam)        |
| Đồng       | Idalys Ortiz                                                         | Bắc Kinh 2008       | Judo               | Hạng cân +78 kg (nữ)          |
| Đồng       | Eglis Yaima Cruz                                                     | Bắc Kinh 2008       | Bắn súng           | 50m súng trường 3 tư thế (nữ) |
| Đồng       | Daynellis Montejo                                                    | Bắc Kinh 2008       | Taekwondo          | Hạng cân 49 kg (nữ)           |
| Đồng       | Michel Batista                                                       | Bắc Kinh 2008       | Đấu vật (tự do)    | Hạng cân 96 kg (nam)          |
| Đồng       | Yordanis Borrero                                                     | Bắc Kinh 2008       | Cử tạ              | Hạng cân 69 kg (nam)          |
| Đồng       | Jadier Valladares                                                    | Bắc Kinh 2008       | Cử tạ              | Hạng cân 85 kg (nam)          |
| Đồng       | Yoandry Hernández                                                    | Bắc Kinh 2008       | Cử tạ              | Hạng cân 94 kg (nam)          |
| Đồng       | Disney Rodríguez                                                     | Bắc Kinh 2008       | Đấu vật (tự do)    | Hạng cân 120 kg (nam)         |
| Vàng       | Robeisy Ramírez                                                      | Luân Đôn 2012       | Quyền Anh          | Hạng ruồi (nam)               |
| Vàng       | Roniel Iglesias                                                      | Luân Đôn 2012       | Quyền Anh          | Hạng nhẹ (nam)                |
| Vàng       | Idalys Ortiz                                                         | Luân Đôn 2012       | Judo               | Hạng cân +78 kg (nữ)          |
| Vàng       | Leuris Pupo                                                          | Luân Đôn 2012       | Bắn súng           | 25m súng ngắn bắn nhanh (nam) |
| Vàng       | Mijail López                                                         | Luân Đôn 2012       | Đấu vật (cổ điển)  | Hạng cân 120 kg (nam)         |
| Bạc        | Yarisley Silva                                                       | Luân Đôn 2012       | Điền kinh          | Nhảy sào (nữ)                 |
| Bạc        | Asley González                                                       | Luân Đôn 2012       | Judo               | Hạng cân -90 kg (nam)         |
| Bạc        | Yanet Bermoy                                                         | Luân Đôn 2012       | Judo               | Hạng cân -52 kg (nữ)          |
| Đồng       | Leonel Suárez                                                        | Luân Đôn 2012       | Điền kinh          | Mười môn phối hợp (nam)       |
| Đồng       | Yarelys Barrios                                                      | Luân Đôn 2012       | Điền kinh          | Ném đĩa (nữ)                  |
| Đồng       | Lázaro Álvarez                                                       | Luân Đôn 2012       | Quyền Anh          | Hạng gà (nam)                 |
| Đồng       | Yasniel Toledo                                                       | Luân Đôn 2012       | Quyền Anh          | Hạng nhẹ (nam)                |
| Đồng       | Robelis Despaigne                                                    | Luân Đôn 2012       | Taekwondo          | Hạng cân +80 kg (nam)         |
| Đồng       | Iván Cambar                                                          | Luân Đôn 2012       | Cử tạ              | Hạng cân 77 kg (nam)          |
| Đồng       | Liván López                                                          | Luân Đôn 2012       | Đấu vật (tự do)    | Hạng cân 66 kg (nam)          |
| Vàng       | Robeisy Ramírez                                                      | Rio de Janeiro 2016 | Quyền Anh          | Hạng gà (nam)                 |
| Vàng       | Julio César La Cruz                                                  | Rio de Janeiro 2016 | Quyền Anh          | Hạng dưới nặng (nam)          |
| Vàng       | Arlen López                                                          | Rio de Janeiro 2016 | Quyền Anh          | Hạng trung (nam)              |
| Vàng       | Ismael Borrero                                                       | Rio de Janeiro 2016 | Đấu vật (cổ điển)  | Hạng cân 59 kg (nam)          |
| Vàng       | Mijaín López                                                         | Rio de Janeiro 2016 | Đấu vật (cổ điển)  | Hạng cân 130 kg (nam)         |
| Bạc        | Idalys Ortiz                                                         | Rio de Janeiro 2016 | Judo               | Hạng cân +78 kg (nữ)          |
| Bạc        | Yasmany Lugo                                                         | Rio de Janeiro 2016 | Đấu vật (cổ điển)  | Hạng cân 98 kg (nam)          |
| Đồng       | Denia Caballero                                                      | Rio de Janeiro 2016 | Điền kinh          | Ném đĩa (nữ)                  |
| Đồng       | Joahnys Argilagos                                                    | Rio de Janeiro 2016 | Quyền Anh          | Hạng dưới ruồi (nam)          |
| Đồng       | Lázaro Álvarez                                                       | Rio de Janeiro 2016 | Quyền Anh          | Hạng nhẹ (nam)                |
| Đồng       | Erislandy Savón                                                      | Rio de Janeiro 2016 | Quyền Anh          | Hạng nặng (nam)               |